# Rankovci
Rankovci (Hongaars: Ferenclak, Duits: Frankofzen of Frankendorf) is een plaats in Slovenië en maakt deel uit van de gemeente Tišina in de NUTS-3-regio Pomurska. De plaats telde 256 inwoners op 1 januari 2020.